# Rio Fulgeriş (Siret)
O Rio Fulgeriş é um rio da Romênia, afluente do Siret, localizado no distrito de Bacău.